# نغمة اتصال
إشارة اللانشغال أو نغمة الاتصال هي إشارة إرسال هاتفية تدل على استجابة المقسم الهاتفي لرفع السماعة واستعداده لإجراء مكالمة، ثم تتوقف النغمة عند الضغط على أول رقم، وإن لم يقم الشخص بالضغط على أي رقم ستحل الإشارة الدائمة، والتي تكون مصحوبة بنغمة معلومات خاصة.